# Hermann Kruk
 (décembre 2014).
Si vous disposez d'ouvrages ou d'articles de référence ou si vous connaissez des sites web de qualité traitant du thème abordé ici, merci de compléter l'article en donnant les références utiles à sa vérifiabilité et en les liant à la section « Notes et références ».
Pour les articles homonymes, voir Kruk.
Hermann (ou Herman) Kruk est né à Plock aujourd'hui en Pologne le 1er mai 1897 et mort le 18 septembre 1944. 

## Biographie
Dans l'entre-deux-guerres, c'est un militant actif du Bund. Il devient directeur de la bibliothèque du Bund de Varsovie. Quand les nazis envahissent la Pologne, il se réfugie dans la partie de la Pologne occupée par les Soviétiques, à Vilnius, surnommée la Jérusalem de Lituanie. Sous l'occupation soviétique, il continue ses activités militantes en faveur du Bund et de la culture yiddish. Il commence à tenir un journal. Grâce à ses relations, il parvient à obtenir un visa pour les États-Unis mais pas sa femme. Hermann Kruk hésite longtemps à partir. Au moment où il se décide enfin, l'opération Barbarossa commence (21 juin 1941). Il a un visa américain, un billet de train pour Vladivostok. Les troupes allemandes pénètrent à Vilnius le 26 juin 1941. Il décide alors de rester à Vilnius et de ne pas chercher une nouvelle solution pour fuir. Il veut « tenir une chronique de la ville... ma chronique doit voir entendre et devenir le miroir de la grande catastrophe et des temps difficiles qui s'annoncent. ». 
Hermann Kruk est nommé directeur de la bibliothèque du ghetto de Vilnius où sont entassés vingt mille juifs. De là, il collecte méthodiquement une documentation sur le sort réservé aux juifs. Il note tout ce qu'il voit et entend: les vrais informations, les fausses rumeurs qui circulent, les espoirs et les moments de désespoir, les dissensions entre les sionistes, les bundistes et les communistes qui animent la résistance dans le ghetto. Il s'agit donc plus d'une chronique historique que d'un journal personnel. À ce titre, la démarche d'Hermann Kruk est la même que celle d'Emanuel Ringelblum dans le ghetto de Varsovie. 
Le 8 juillet 1941, alors que les juifs vivent encore au milieu des habitants de Vilnius, débutent les massacres de Ponary (Ponar).  Kruk entend parler de ses massacres et s'en fait l'écho dans son journal même s'il a du mal à croire à la réalité d'un tel massacre. Pourtant après l'enfermement des juifs, le ghetto subit régulièrement des « Aktionnen » qui emportent avec elles une partie des juifs du ghetto. 
Kruk fait partie du petit groupe de juifs désigné par les nazis pour liquider la bibliothèque de l'YIVO de Vilnius. Le groupe comprend aussi les poètes Avrom Sutzkever, Shmerke Kaczerginski et  Zelig Kalmanovich, un des directeurs de l'YIVO. Le petit groupe chargé de sélectionner les livres tente de sauver ce qu'il peut de la culture juive. Il forme les brigades de papier et dissémine dans la ville de nombreux ouvrages. Cependant Kalmanovich et Kruk sont en désaccord sur la manière de protéger les livres. Kruk pense qu'il faut en cacher le plus possible dans Vilnius, Kalmanovich pense qu'ils seront plus en sécurité si les Allemands les emportent que s'ils restent à Vilnius. 
Alors que le ghetto se vide de sa population, les activités culturelles se poursuivent: théâtre, concerts, poésie... Dans son journal, le 17 janvier 1942, Hermann Kruk  écrit qu'il est choqué que dans des instants aussi tragiques, les juifs puissent songer encore à se distraire. Mais en mars de la même année, il écrit que la vie est plus forte que tout. Il comprend que les juifs du ghetto ont besoin de ses spectacles pour leur moral. Kruk milite pour le développement de l'enseignement dans le ghetto et notamment pour le développement de l'enseignement de l'hébreu. Jusqu'au bout il pense que la communauté juive parviendra à survivre. 
En septembre 1943, Kruk est envoyé dans les camps de concentration d'Estonie. Il continue à écrire au camp de Klooga et Lagedi.
Il est exécuté par les SS la veille de la libération du camp de Vaivara par les Soviétiques, le 18 septembre 1944. Il laisse un journal en yiddish de plus de 800 pages. En tout, les chercheurs ont pu retrouver huit journaux et chroniques du ghetto de Vilnius. Celui-ci a été traduit en anglais en 1961.

## Ouvrages
- The Last Days of the Jerusalem of Lithuania: Chronicles from the Vilna Ghetto and the Camps 1939-1944 Yale University Press; YIVO Institute for Jewish Research, 2002